# Paraclinus integripinnis
Paraclinus integripinnis är en fiskart som först beskrevs av Smith, 1880.  Paraclinus integripinnis ingår i släktet Paraclinus och familjen Labrisomidae. IUCN kategoriserar arten globalt som livskraftig. Inga underarter finns listade i Catalogue of Life.